# Баррейра (Лейрия)
Баррейра (порт. Barreira) — район (фрегезия) в Португалии, входит в округ Лейрия. Является составной частью муниципалитета Лейрия. По старому административному делению входил в провинцию Бейра-Литорал. Входит в экономико-статистический субрегион Пиньял-Литорал, который входит в Центральный регион. Население составляет 3301 человек на 2001 год. Занимает площадь 11,76 км².